# Rosa Pock
Rosa Pock (verheiratet Rosa Artmann; * 17. April 1949 in Wagna, Steiermark) ist eine österreichische Lyrikerin und Schriftstellerin.

## Leben
Nach der Mittelschule begann Pock ein Studium der Sozialwissenschaften in Graz. Bald aber zog es sie weiter, und sie ging für einige Zeit nach Paris und Wien. Bei einer kurzen Reise nach Berlin lernte sie 1972 H. C. Artmann kennen, den sie kurze Zeit später heiratete. Die Ehe sollte bis zum Tod von H. C. Artmann im Jahr 2000 Bestand haben.
Gemeinsam mit Artmann lebte sie bis 1995 in Salzburg, danach in Wien. In Salzburg absolvierte sie 1982 bis 1987 ein Studium der Philosophie, das sie mit dem akademischen Grad Mag. phil. abschloss. Seit dem Tod Artmanns im Jahr 2000 lebt und arbeitet Rosa Pock in Wien.
Zunächst nur als Ehefrau von H. C. Artmann beachtet, konnte sie sich mit ihren literarischen Werken erst in den 1990er Jahren durchsetzen. Seither veröffentlichte sie zahlreiche Kurztexte in verschiedenen Literaturzeitschriften (zum Beispiel Manuskripte und Wespennest). 1993 erschien mit „Monolog braucht Bühne“ ihre erste eigenständige Publikation.
Ihre jüngere Schwester Christa ist mit dem Schriftsteller Peter Rosei verheiratet, die dritte Schwester Magdalena Copony († 2017) war Psychiaterin, Psychotherapeutin und Analytikerin. Deren Tochter, Rosa Pocks Nichte, ist die Filmemacherin Katharina Copony. Tochter von Rosa Pock und H. C. Artmann, Emily Artmann, ist ebenfalls Lyrikerin.

## Werke
- Monolog braucht Bühne. Droschl, Graz 1993, ISBN 3-85420-346-2
- Ein Halbjahr im Leben einer Infantin. Droschl, Graz 1995, ISBN 3-85420-413-2
- Spielmodell m. Renner, München/Salzburg 1996, ISBN 3-927480-37-1
- Die Hundekette: Mein eigenes Revier. Droschl, Graz 2000, ISBN 3-85420-537-6
- Eine kleine Familie. Droschl, Graz 2004, ISBN 3-85420-660-7
- Wir sind Idioten. Droschl, Graz 2012, ISBN 978-3-85420-830-3
- Ein Gedicht. Mit Schabkartonbildern von Christian Thanhäuser. Edition Thanhäuser, Ottensheim 2015, ISBN 978-3-900986-85-8
- Ein Halbjahr aus dem Leben einer Infantin, in: manuskripte No. 234, 2021, S. 106–114[4]
- Ein Jahr im Leben einer Infantin. Ritter, Klagenfurt 2023, ISBN 978-3-85415-652-9

## Preise und Auszeichnungen
- 1996 Forum Stadtpark-Literaturförderungspreis
- 2006 Italo-Svevo-Preis
- 2007 Literaturpreis des Landes Steiermark
- 2019 Veza-Canetti-Preis der Stadt Wien
- 2024 Goldenes Verdienstzeichen des Landes Wien[5]